# イパチェフ館
座標: 北緯56度50分39秒 東経60度36分35秒 / 北緯56.84417度 東経60.60972度

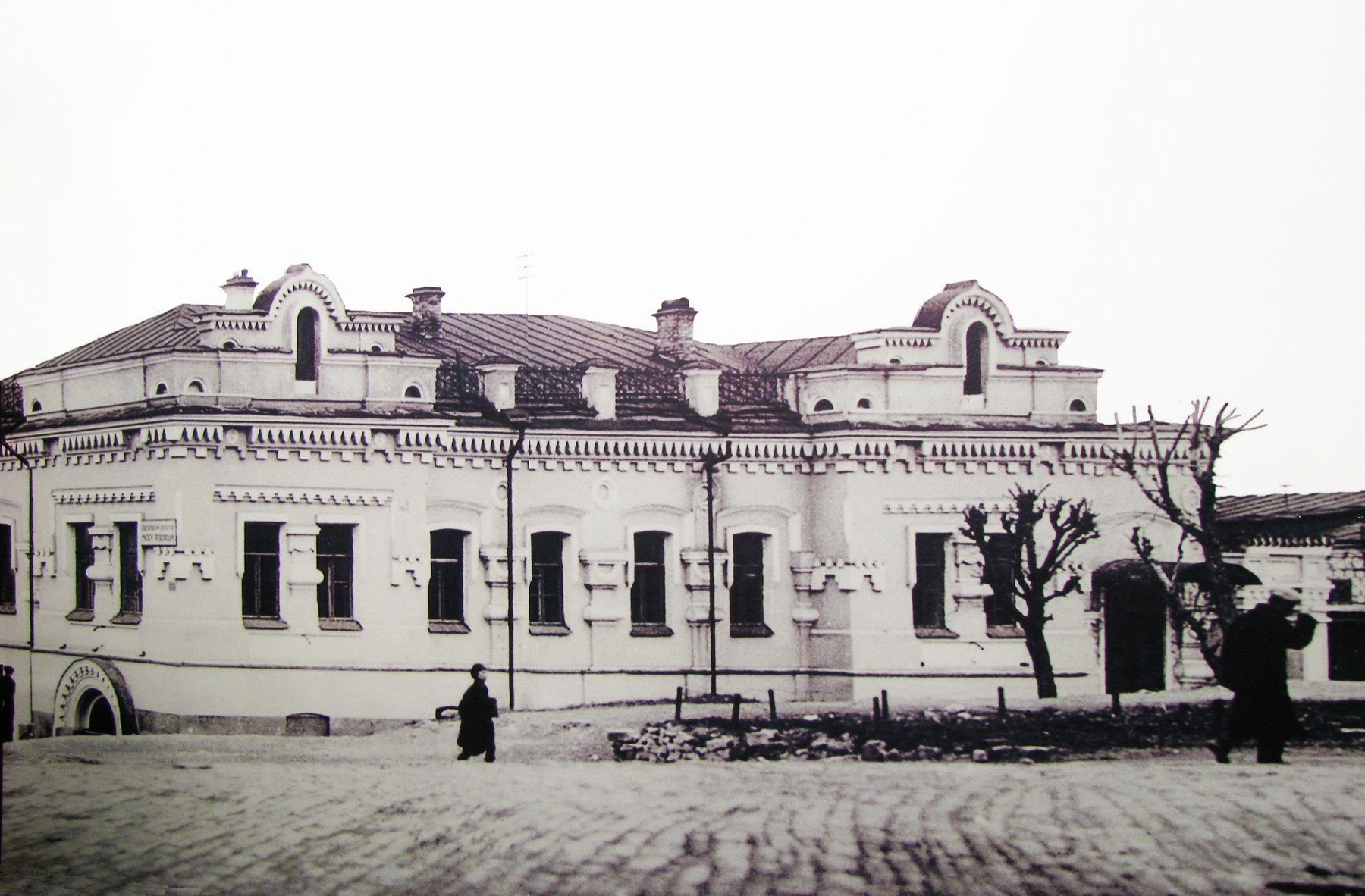
イパチェフ館（19世紀末に撮影）

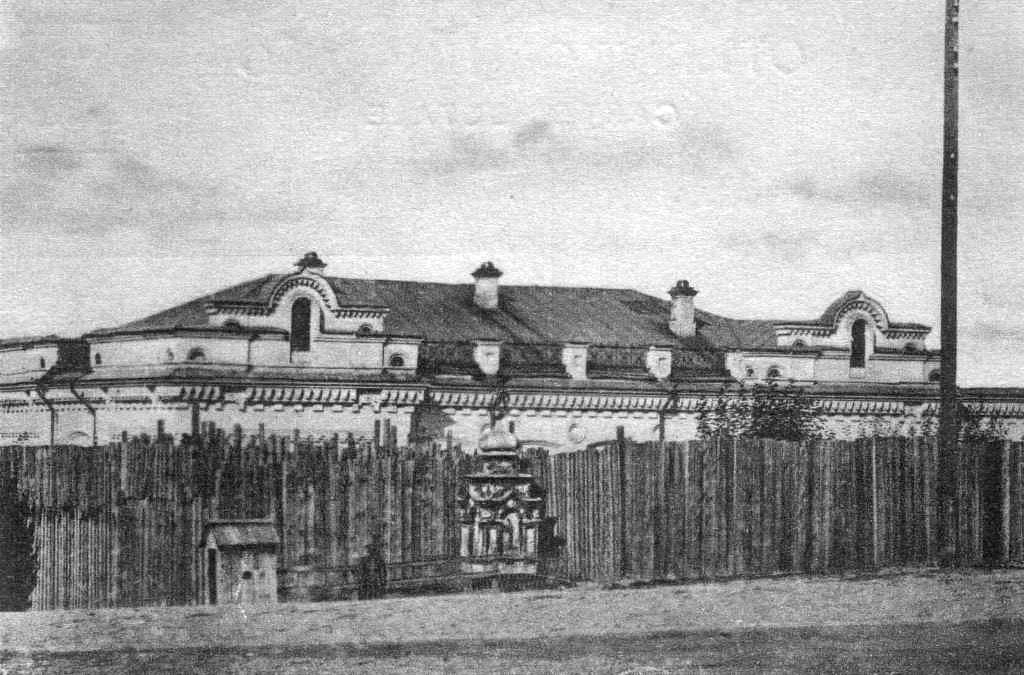
イパチェフ館（1918年春に撮影）

イパチェフ館（ロシア語: Дом Ипатьева, ラテン文字転写: Ipatiev House）は、元はエカテリンブルク在住の商人の家であったが、接収されて1918年4月30日からロマノフ朝最後の皇帝ニコライ2世一家を幽閉するための建物として78日間使用された。一家やその従者たちは同年7月17日未明にヤコフ・ユロフスキー率いるチェーカーの銃殺隊によって、この建物内で超法規的殺害（裁判手続きを踏まない殺人）が実行された。
館は1977年にスヴェルドロフスク州の党最高責任者ボリス・エリツィンの命令によって取り壊され、2003年にかつて館が存在していた場所に血の上の教会が建造された。

## 皇帝一家の監禁と殺害

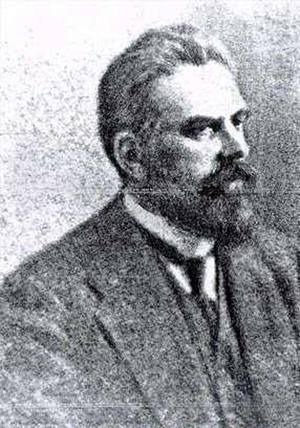
ニコライ・イパチェフ

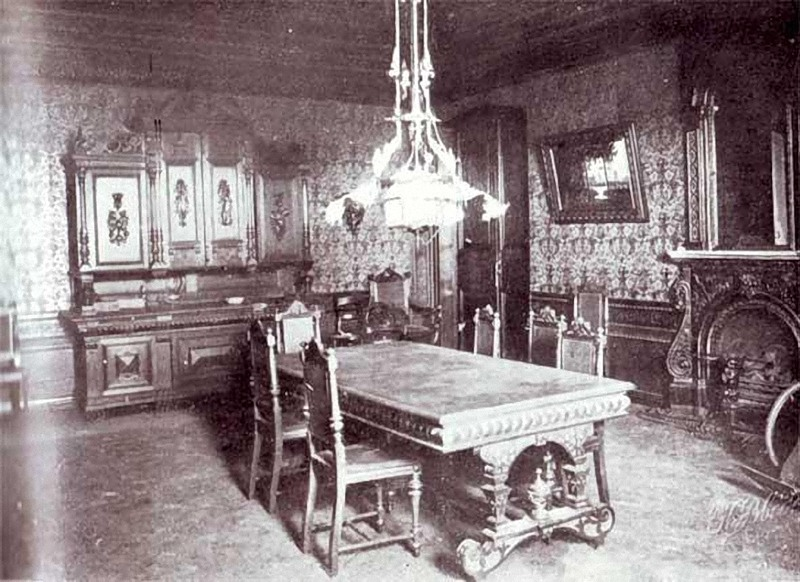
イパチェフ館の食堂

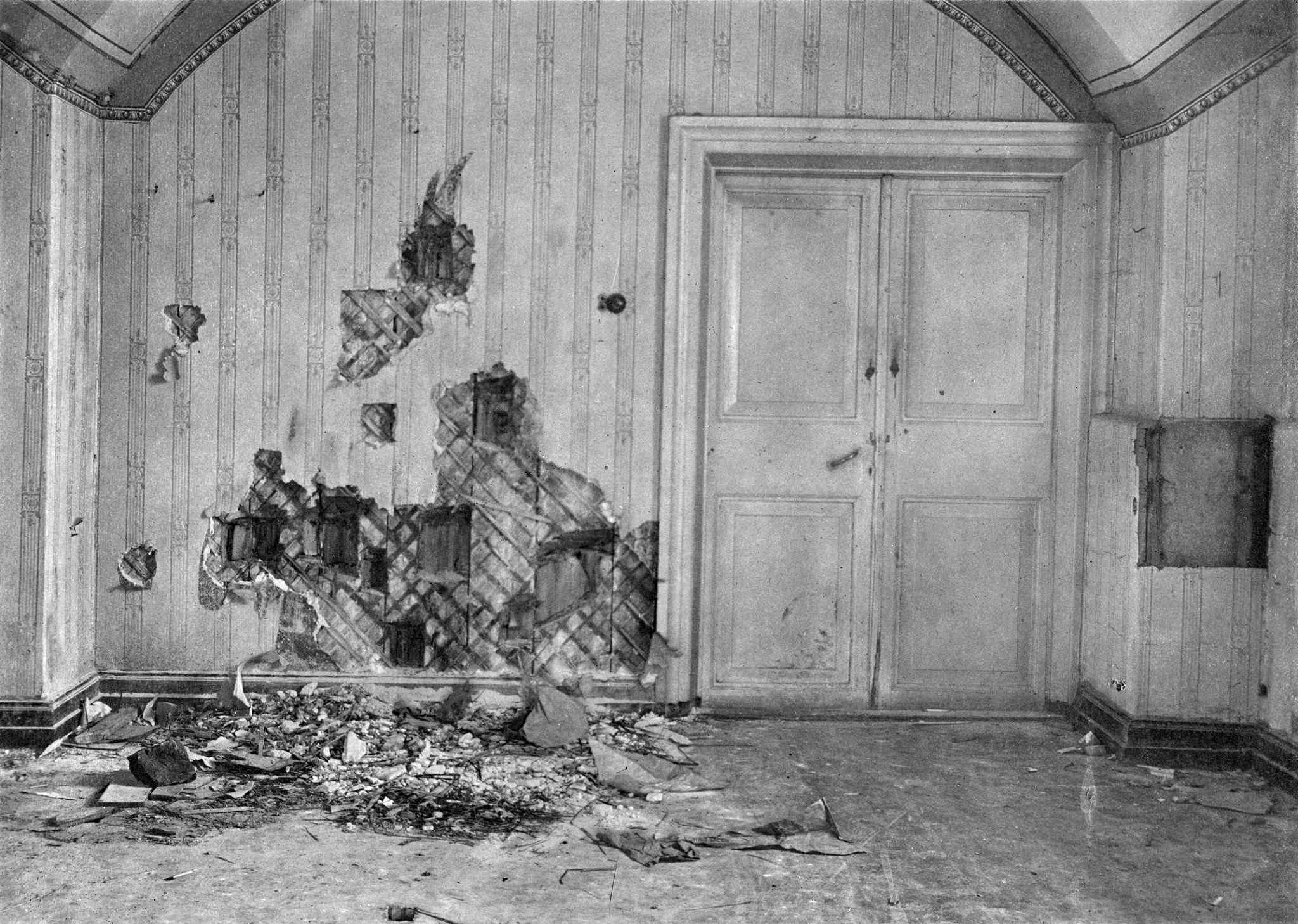
皇帝一家と従者たちの殺害が実行された地下2階

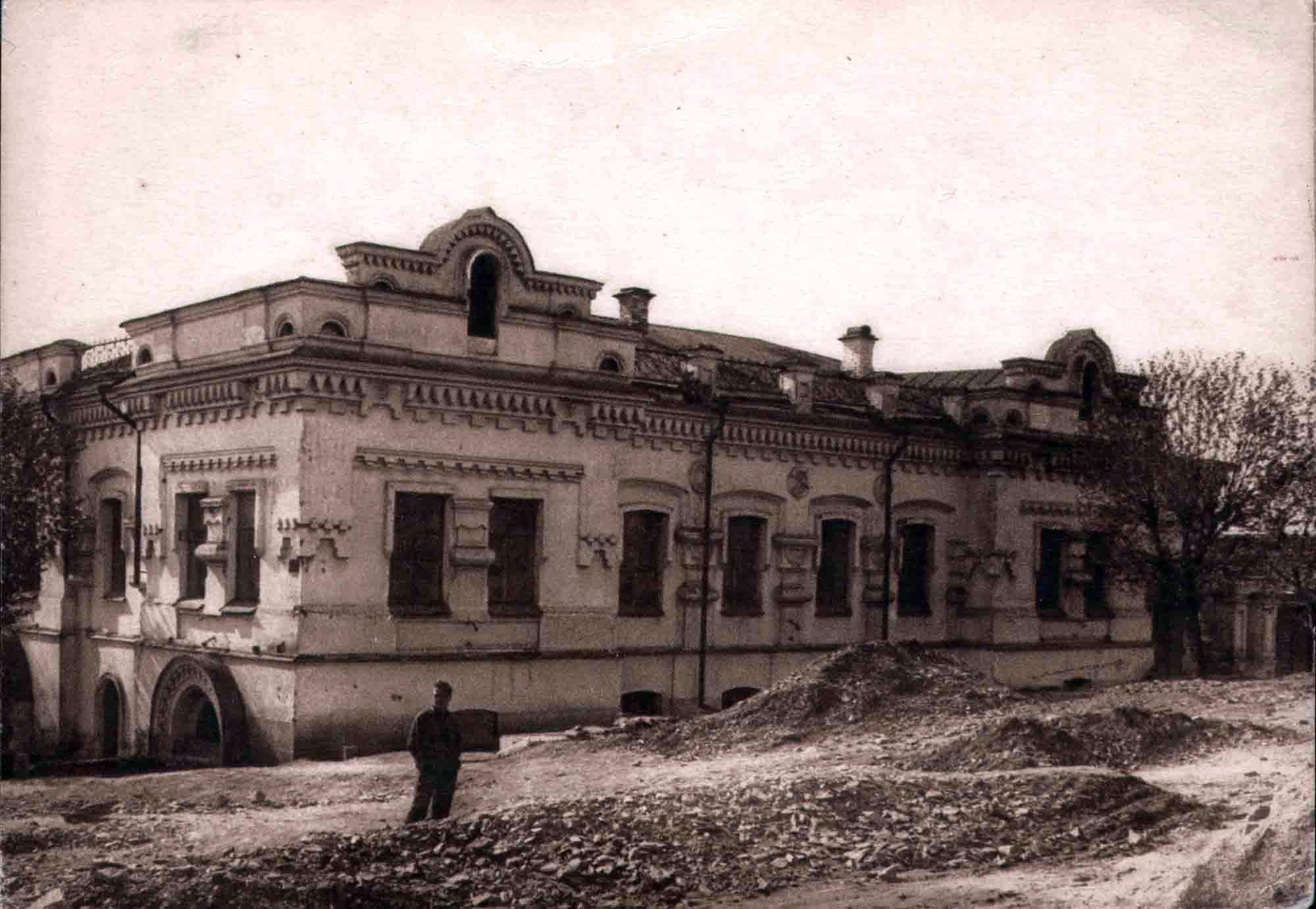
イパチェフ館（1928年撮影）

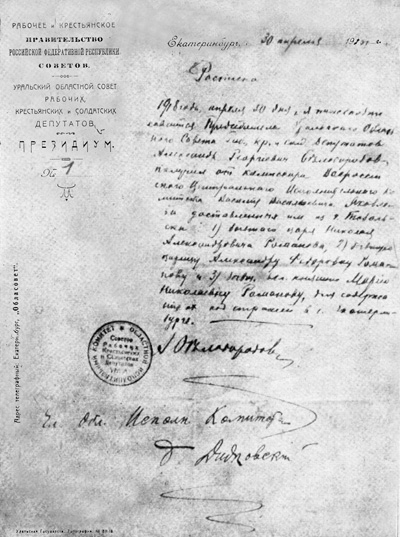
『荷物』（前皇帝一家）のウラル・ソビエト執行委員会への引き渡し文書。一家の監視役であるヴァシリー・ヤコブレフの署名入り

エカテリンブルクにあるイパチェフ館の所有者、ニコライ・イパチェフは1918年4月終わりにウラル・ソビエト執行委員会のオフィスに呼び出され、数時間以内に館から退去するよう命じられた。彼はひとまずエカテリンブルク郊外の別荘に立ち退いて急場を凌いだ。
4月30日に前皇帝ニコライ2世とその妻アレクサンドラ皇后、三女マリア皇女は列車でエカテリンブルク駅に到着すると待ち構えていたウラル・ソビエト当局にただちに身柄を拘束され、イパチェフ館へと送り込まれた。他の3人の皇女（オリガ皇女、タチアナ皇女、アナスタシア皇女）は弟のアレクセイ皇太子を連れて、両親のエカテリンブルク到着から3週間後の1918年5月23日にようやく合流した。当時、アレクセイは持病の血友病が悪化してエカテリンブルクへの長旅に耐えられるだけの体力が残されていなかったため、アレクセイが旅行に堪えられるまで回復するのを待っての合流となった。
皮肉にもロマノフ朝が創始された場所はコストロマにある同名のイパチェフ修道院であった。
当時のイパチェフ館は広い大通りヴォズネセンスキー通りに面しており、正面には堂々とした石造りの門があった。共産党はこの館を「特別目的館」という不気味な名称に変更した。ニコライ2世一家の到着前から館の玄関前には木の柵が張り巡らされ、しばらくすると、中庭と通りに面した脇の出入口を仕切る第二の柵が作られた。警護兵は約50人配置され、各玄関の見張り小屋から中庭や庭を監視していた。屋根裏部屋の窓や一階の要所には機関銃座が据え付けられ、2階では屋内警護兵が一日中、ロマノフ家の住む一郭の周りを歩き回っていた。
ニコライ2世一家と従者たちは2階の6部屋に押し込められた。このうち、4人の皇女たち（オリガ、タチアナ、マリア、アナスタシア）は一部屋を共有し、ニコライ2世とアレクサンドラは病身のアレクセイと3人で一部屋を割り当てられた。外を覗いたり、覗かれたりしないように窓はすぐに白く塗り潰され、夏も窓は開けてはならないという命令が下された。一家の部屋に通じる唯一の出入り口の外には監視所と警護隊長以下の詰所が置かれていた。朝食は砂糖の入っていない紅茶と黒パン、昼食は脂がたっぷり浮いたスープとほとんど肉の無いカツレツという風に満足な食事が与えられなかった。また、食器も人数分あるわけではなく、ニコライ2世の家族も従者も同じ食器を順番に共用しなければならなかったという。警護兵もある時から一家から持ち物を盗むようになり、貴重品まで盗むようになった時にはニコライ2世も堪忍袋の緒が切れて怒ったが、逆に「囚人には命令する権限はない」とどやしつけられる始末だった。
1918年7月17日明け方前の深夜に医師のエフゲニー・ボトキンの2階の部屋に警護隊長ヤコフ・ユロフスキーが入室した。ユロフスキーは白軍がエカテリンブルクまで迫っているという理由で、ボトキンにニコライ2世一家と他の3人の従者（メイドのアンナ・デミドヴァ、フットマンのアレクセイ・トルップ、料理人のイヴァン・ハリトーノフ）を起こすように指示した。洗顔と着替えに約30分ほどの時間をかけることを許し、一家とその従者は地下2階へ移動した。その後にユロフスキー率いる銃殺隊が入室したが、この兵士たちはラトビア人の傭兵だった。
ユロフスキーは一家を殺害する理由を簡単に話した。銃殺隊は一斉に発砲を開始したが、皇女たちやアレクセイは当局の検査をパスする目的で衣服に縫い付けた宝石がいわばコルセット代わりになって銃弾を跳ね返したりしていたため、11人全員の死亡を確認するまでに20分ないしは30分ぐらいの時間を要したという。
7月17日の早朝、夜が明けてイパチェフ館に新鮮なミルクを届けに来た修道女のアントニナ・トリンキナはその時の館の様子を次のように振り返っている。
| 「 | 私達は館に着いてから長々と待たされました。誰も差し入れの品を受け取ってはくれませんでした。警護兵に隊長の居場所を尋ねると、「食事中」との返事でした。私達は「朝7時にですか？」と思わず聞き返しました。警護兵達は何度も出たり入ったりしていましたが、そのうちに「帰れ、もう何も持って来なくていい」と申しました。その日はミルクも受け取ってもらえませんでした。 | 」 |

殺害から4日後の7月21日に館の元の所有者ニコライ・イパチェフがウラル・ソビエト当局に呼び出され、ゴミだらけにされた自分の家の鍵を返却された。さらにその4日後の7月25日にエカテリンブルクは陥落した。

## 館の解体

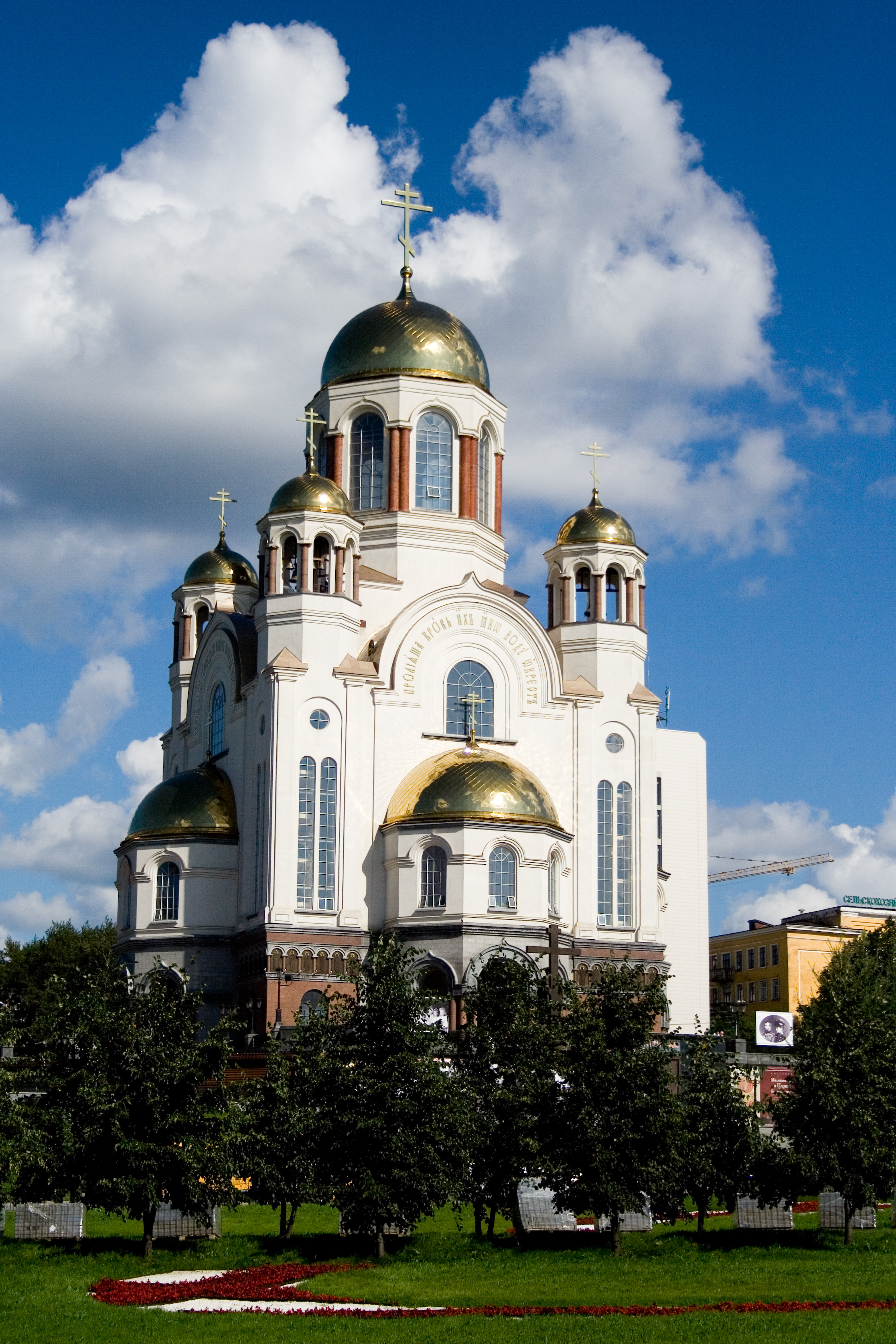
ソビエト崩壊後にイパチェフ館の跡地に建てられた血の上の教会

ロシア内戦後の1920年代半ばにイパチェフ館はウラル革命博物館の支部となり、皇帝一家が殺害された地下2階への訪問を含めた見学ツアーも実施されていた。
1970年代に入り、レオニード・ブレジネフ政権下で米ソ間の緊張緩和が進むと、外国人のスヴェルドロフスク訪問を禁止するのが困難となり、法的な手続きを経ずに皇帝一家や従者たちを皆殺しにした残虐行為の証拠隠滅を急ぐ必要が出てきた。
1975年7月26日に当時のKGB議長ユーリ・アンドロポフが党中央委員会に以下の提案を行った。
現地スヴェルドロフスク州党委員会の第一書記は後年に改革派指導者となり、新生ロシアの初代大統領に就任したボリス・エリツィンだった。エリツィン州第一書記は中央からの指令を直ちに実行に移し、イパチェフ館を取り壊して、跡地をコンクリートで固めて更地にした。彼はソビエト崩壊後に書いた自伝『告白』の中で「残念ながら、当時はそうするしか仕方がなかったのだ」と弁解し、皮肉にも1998年に皇帝一家の遺骸を丁重に埋葬する命令を出した。